# François Laurin
 (juillet 2015).
Pour les articles homonymes, voir Laurin.
François Laurin né  le 28 août 1826 à Bourg-la-Reine et mort dans la même ville le 19 mai 1901 est un céramiste français.

## Biographie
François Laurin est le fils du céramiste et faïencier Louis-François Laurin (1800-1857) et de Louise Sophie Florentine Mony, fille du céramiste et faïencier François Guillaume Mony (1781-1844). Il débute comme commis chez son père (1848-1850-1851) à la manufacture dite no 2 de l'enseigne de La Madeleine, située à hauteur de l'actuel no 39 de l'avenue du Général-Leclerc (à l'angle de la rue Jean-Roger-Thorelle) que son grand-père Mony avait laissé à son père le 10 juillet 1842. Celui-ci ne produisait que de la faïence utilitaire. En 1855, Louis Hamony est peintre sur faïence chez les Laurin et va devenir parent de ce dernier par le mariage de  François Laurin qui épouse Marie-Laurence Hamony en premières noces en 1862, puis Marie-Louise Françoise Genoyer en secondes noces.
Conseiller municipal de 1847 à 1896, François Laurin devient adjoint au maire de 1888 à 1896. Il va faire de l'entreprise familiale le rendez-vous des artistes de son époque à partir de 1856. On y trouve le peintre céramiste Émile-Aubert Lessore, Mme Adolphe Moreau, Mme Escallier née Légérot, l'émailleur céramiste Claudius Popelin, Jeannery, O de Rivière, Till et Paul Méritte. Ernest Chaplet (1835-1909) arrive dans l'entreprise en 1857 et se voit proposer la production de la faïence sur cru au grand feu. Les très grandes pièces produites se vendent mal. Puis ils se tournent vers la fabrication de lampes de 1860 à 1870. Laurin a un comptoir à Paris au 41, rue Coquillière, tenu par Madame Rousseau.
À partir de 1865, d'autres céramistes, dont des anciens de Sèvres, viennent se joindre à l'équipe. Le peintre Édouard Dammouse (1850-1903) et Félix Lafond (1850-1917), sont engagés. En 1869, Alphonse François Advant devient parent de la famille en épousant Léontine Eugénie Blanche Laurin le 12 janvier 1869. De 1876 à 1883, ils seront propriétaire de la faïencerie no 5, située au 31, avenue du Général Leclerc.
En 1871, chez Laurin, Ernest Chaplet et son assistant Félix Lafond mettent au point la barbotine sur terre cuite. Chaplet quittera cette maison vers la fin de 1874 pour s'installer à son compte au no 8 Grande Rue, jusqu'en 1875. 
François Laurin emploie le peintre et graveur Auguste Lepère entre 1876 et 1878. En 1874, Laurin vend pour 10 000 francs ses secrets de fabrication à la maison Haviland, et le peintre Félix Bracquemond va débaucher les meilleurs collaborateurs de Laurin pour les attirer vers cette manufacture à Auteuil. Parmi ceux-ci se trouvent Édouard Dammouse et Lafont. En 1876, François Théobalt travaille comme porcelainier chez Laurin.
François Laurin meurt le 19 mai 1901 dans sa maison du no 2 rue André-Theuriet à Bourg-la-Reine, décorée par de nombreuses céramiques, dont une frise en faïence sous la corniche du premier étage due à Paul Méritte. Plusieurs cheminées et médaillons floraux qui ornaient la façade sont encore visible.

## Marques
- « B.R » (pour Bourg-la Reine) en creux, marque déposée par Jacques et Jullien en 1773.
- « LAURIN ».
- « B. la.R. » (pour Bourg-la Reine), vers 1874, Ernest Chaplet associé à Laurin, en noir ou en bistre.

## Collections publiques
États-Unis
- New York, Metropolitan Museum of Art :
  - Vase au jais bleu, vers 1880, grès[2] ;
  - Plat à la nature morte, vers 1880, faïence[3].

France
- Bourg-la-Reine :
  - église Saint-Gilles Saint-Leu : Vierge à l'Enfant, revêtement mural en faïence[4].
  - groupe scolaire de la faïencerie : fonds de céramiques.
  - maison Pierre Adrien Dalpayrat : collection municipale d'œuvres de François Laurin.
- Paris, musée des Arts décoratifs.
- Sceaux, musée de l'Île-de-France : fonds de céramiques, don du Dr Mainguy.
- Sèvres, musée national de Céramique.

## Expositions
- 1861 : exposition de Paris.
- 1865 : exposition de Paris.
- 1869 : exposition de Paris.
- 1873 : exposition de Vienne, première exposition de barbotines.
- 1874 : exposition de Paris, exposition de barbotines.
- 1878 : exposition de Paris.
- 1932 : Paris, musée du Louvre, La faïence française de 1525 à 1820.
- 1935 : Paris, musée des Arts décoratifs, Répertoire de la faïence française.
- 1975 : Bourg-la-Reine, Les faïenceries de Bourg-la-Reine.
- D'avril à juin 1986 : orangerie du château de Sceaux, Sceaux, Bourg-la-Reine, 150 de céramique.